# Aberffraw
Aberffraw ist eine Ortschaft und Community auf der Insel Anglesey in Wales.

## Allgemeines

Wappen der Aberffraw-Dynastie

Aberffraw liegt an der Südwestküste der Isle of Anglesey (walisisch Ynys Môn), am Westufer des Flusses Afon Ffraw. Nahezu 80 % der Bevölkerung verwenden Walisisch als Hauptsprache. Der nächstgelegene Bahnhof befindet sich in Bodorgan, ein Postamt ist im Ort. Die alte St. Marys Church (vermutlich aus dem 12. Jahrhundert) wird von der Organisation Friends of Friendless Churches betreut. In der Nähe des Ortes liegen der See Llyn Coron, eine neolithische Grabkammer bei Barclodiad y Gawres und die Kirche Saint Cwyfan aus dem 13. Jahrhundert auf einer Anhöhe der Insel Cribinau. In dieser nur mit dem Boot erreichbaren Kirche wird in den Sommermonaten die Messfeier abgehalten, auch ist sie für Hochzeiten sehr beliebt. Aberffraw hat einen Sandstrand, der Teil des Anglesey Coastal Path ist. Die Küste ist als Heritage Coast anerkannt.
Im frühen Mittelalter war Aberffraw für die Zeit von ungefähr 860 bis 1170 n.Chr der Sitz der Könige von Gwynedd, der so genannten Aberffraw-Dynastie. Die königliche Burg (Llys) wurde nach den Royal Annals von König Eduard I. von England als Baumaterial für das nahegelegene Beaumaris Castle demoliert.
Din Dryfol ist eine weitgehend zerstörte Megalithanlage im Umfeld mehrerer Felsaufschlüsse (englisch outcrop’s) einen Kilometer nordöstlich des Weilers Soar, bei Aberffraw.

## Mythologie
In der Erzählung Branwen ferch Llŷr („Branwen, die Tochter Llŷrs“) wird berichtet, dass die Hochzeit zwischen Prinzessin Branwen von Gwynedd und dem irischen König Matholwch in Aberffraw stattfand. Hier wurden auch die Pferde der Iren von Branwens Halbbruder Efnisien verstümmelt, was beinahe zum Krieg führte.

## Bildergalerie

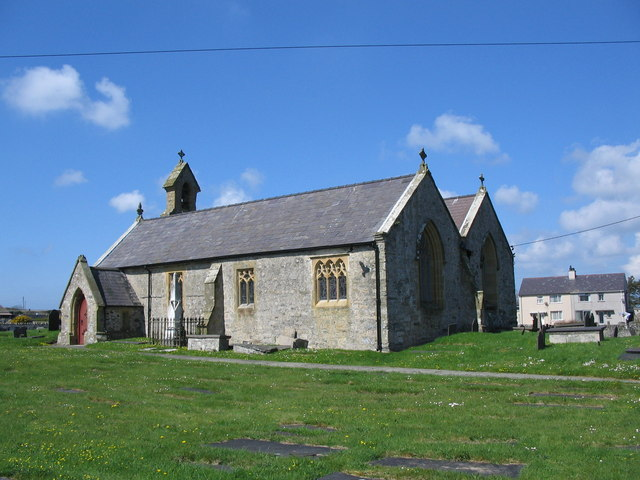
St. Beunos Church
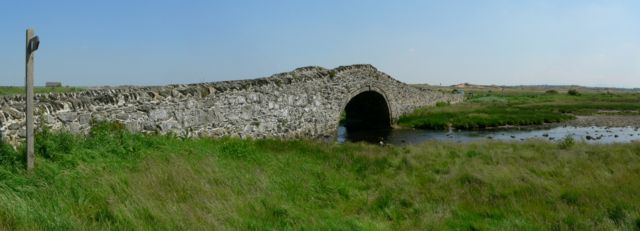
Brücke über den Afon Ffraw
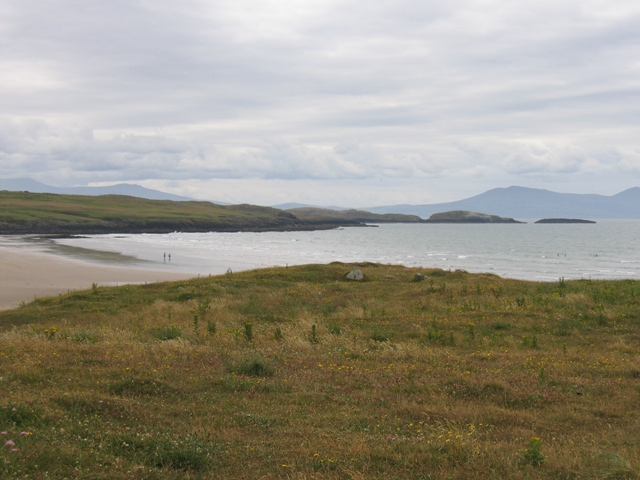
Aberffraw Bay mit Strand
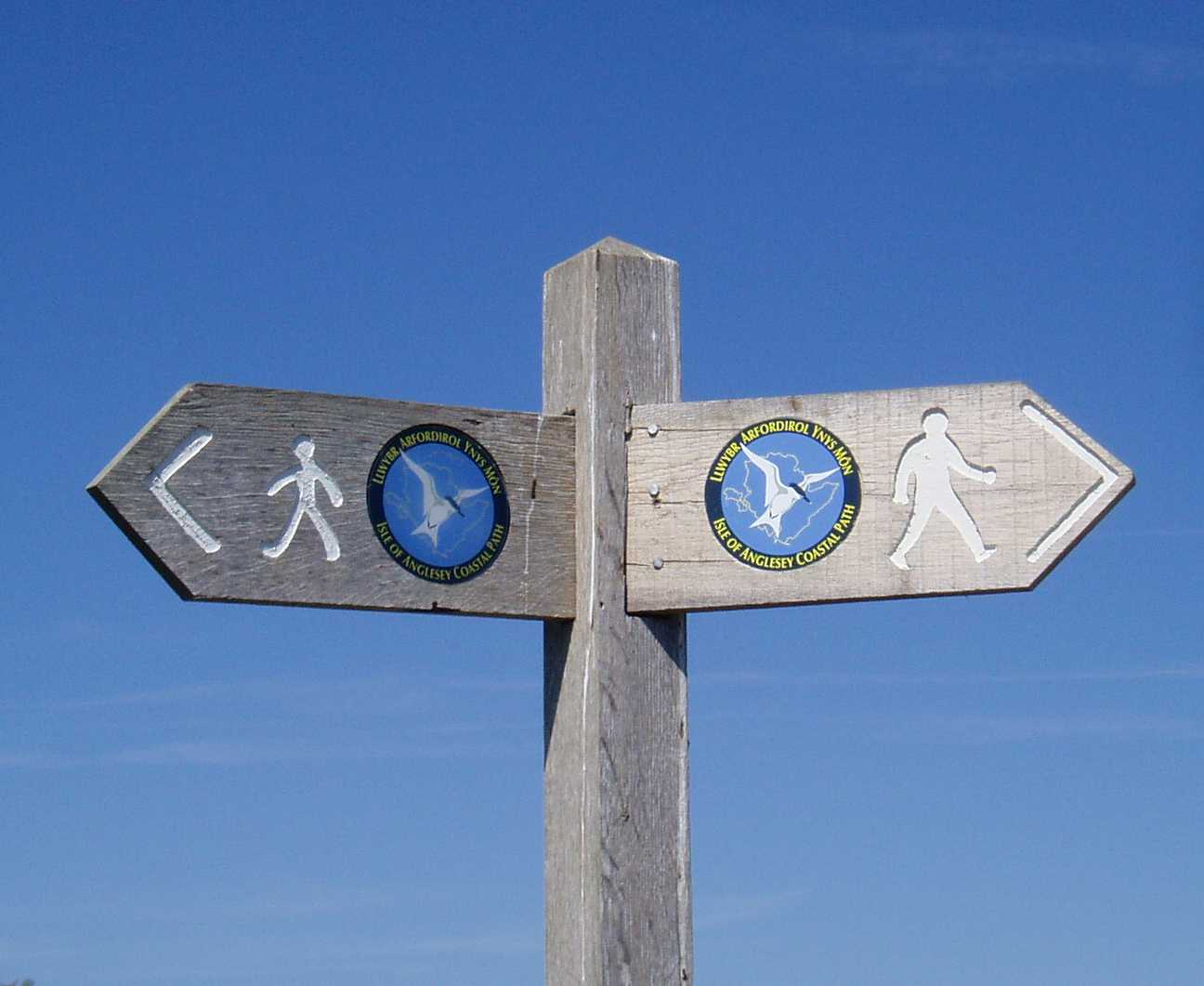
Wegweiser des Coastal Path